# Novokrasne, Mala Vîska
Novokrasne (în ucraineană Новокрасне) este un sat în comuna Onîkieve din raionul Mala Vîska, regiunea Kirovohrad, Ucraina.

## Demografie
Componența lingvistică a localității Novokrasne
     Ucraineană (94,02%)
     Rusă (4,27%)
     Belarusă (1,71%)
Conform recensământului din 2001, majoritatea populației localității Novokrasne era vorbitoare de ucraineană (94,02%), existând în minoritate și vorbitori de rusă (4,27%) și belarusă (1,71%).